# Samrukia

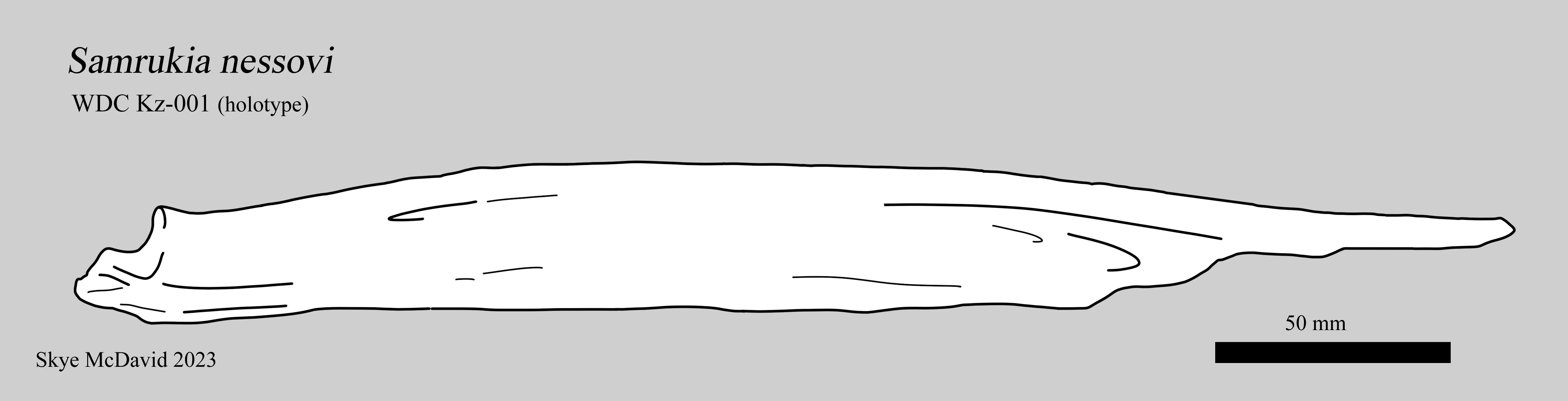
Ilustración del holotipo Samrukia nessovi

Samrukia es un género de arcosaurio grande del Cretácico conocido a partir de una mandíbula descubierta en Kazajistán. El holotipo y único espécimen conocido fue extraído de la formación Bostobynskaya (también conocida como formación Bostobe) en el Distrito Kyzylorda. Fue descrito por Darren Naish, Gareth Dyke, Andrea Cau, François Escuillié y Pascal Godefroit, y la especie tipo es Samrukia nessovi. El nombre de la especie se debe a Lev Nessov, un paleontólogo, mientras que el género fue nombrado por el Samruk, un ave mágica del folclore kazajo.

## Clasificación
El espécimen tipo de Samrukia fue considerado inicialmente como perteneciente a un dinosaurio terópodo ovirraptorosauriano. Un análisis cladístico inicial hecho por Naish et al. mostró que este fósil sería de un miembro basal del linaje de aves Ornithuromorpha. Ellos interpretaron a Samrukia como una ave de gran tamaño (el hueso mandibular es el doble de largo que el de un avestruz), pero comentaron que sin otros restos no se sabe si Samrukia era capaz de volar (que si fuera el caso, podría atribuírsele una envergadura alar de cerca de 4 metros, con peso de 12 kg.) o no (en cuyo caso sería un ave de entre 2 – 3 metros de altura, con un peso de más de 50 kg.).
Un análisis posterior publicado por Eric Buffetaut en 2011 controvirtió la interpretación de Samrukia nessovi como un ave. Buffetaut argumentó que la identificación de ciertas características "avianas" identificadas por Naish et al., eran erróneas y en realidad corresponden a características bien conocidas entre los pterosaurios. Él notó que todas las autapomorfias propuestas para Samrukia, los rasgos únicos usados que lo sitúan aparte de las demás aves, son compartidas con los pterosaurios. Él también criticó que el primer análisis cladístico no incluyera pterosaurios, sino únicamente aves y otros dinosaurios terópodos. Buffetaut estableció que la especie es "claramente un pterosaurio grande, no un ave gigante."
Uno de los investigadores que describió en principio a Samrukia, Darren Naish, estuvo de acuerdo con la reasignación hecha por Buffetaut. Naish escribió en su weblog de Scientific American, Tetrapod Zoology: "Trabajar con material fragmentario es peligroso dado que uno puede tener las cosas muy, muy mal, y yo me di cuenta a unos pocos días de la aparición del artículo que Samrukia no era un ave. Parece que, de hecho, era un pterosaurio."